# Iowaïta
La iowaïta és un mineral de la classe dels òxids, que pertany al grup de l'hidrotalcita. Rep el seu nom de l'estat on va ser descoberta: Iowa, als Estats Units.

## Característiques
La iowaïta és un òxid de fórmula química Mg₆Fe₂3+(OH)16Cl₂·4H₂O. Cristal·litza en el sistema trigonal. La seva duresa a l'escala de Mohs és 1,5. És de color verd blavós, convertint-se en verd pàl·lid amb un tint vermell rovellat que s'exposa a l'aire, alterant-se a piroaurita. Químicament és similar a la kuliginita, la qual no obstant és anhidre.
Segons la classificació de Nickel-Strunz, la iowaïta pertany a «04.FL: Hidròxids (sense V o U), amb H2O+-(OH); làmines d'octaedres que comparetixen angles» juntament amb els següents minerals: trebeurdenita, woodallita, jamborita, meixnerita, fougerita, hidrocalumita, kuzelita, aurorita, calcofanita, ernienickelita, jianshuiïta, woodruffita, asbolana, buserita, rancieïta, takanelita, birnessita, cianciul·liïta, jensenita, leisingita, akdalaïta, cafetita, mourita i deloryita.

## Formació i jaciments
Va ser descoberta l'any 1967 a un nucli de perforació del comtat de Sioux, a Iowa, Estats Units. També ha estat descrita al Canadà, Austràlia, Polònia, Rússia, Sud-àfrica, Uzbekistan i a l'oceà Pacífic.